# Futodama

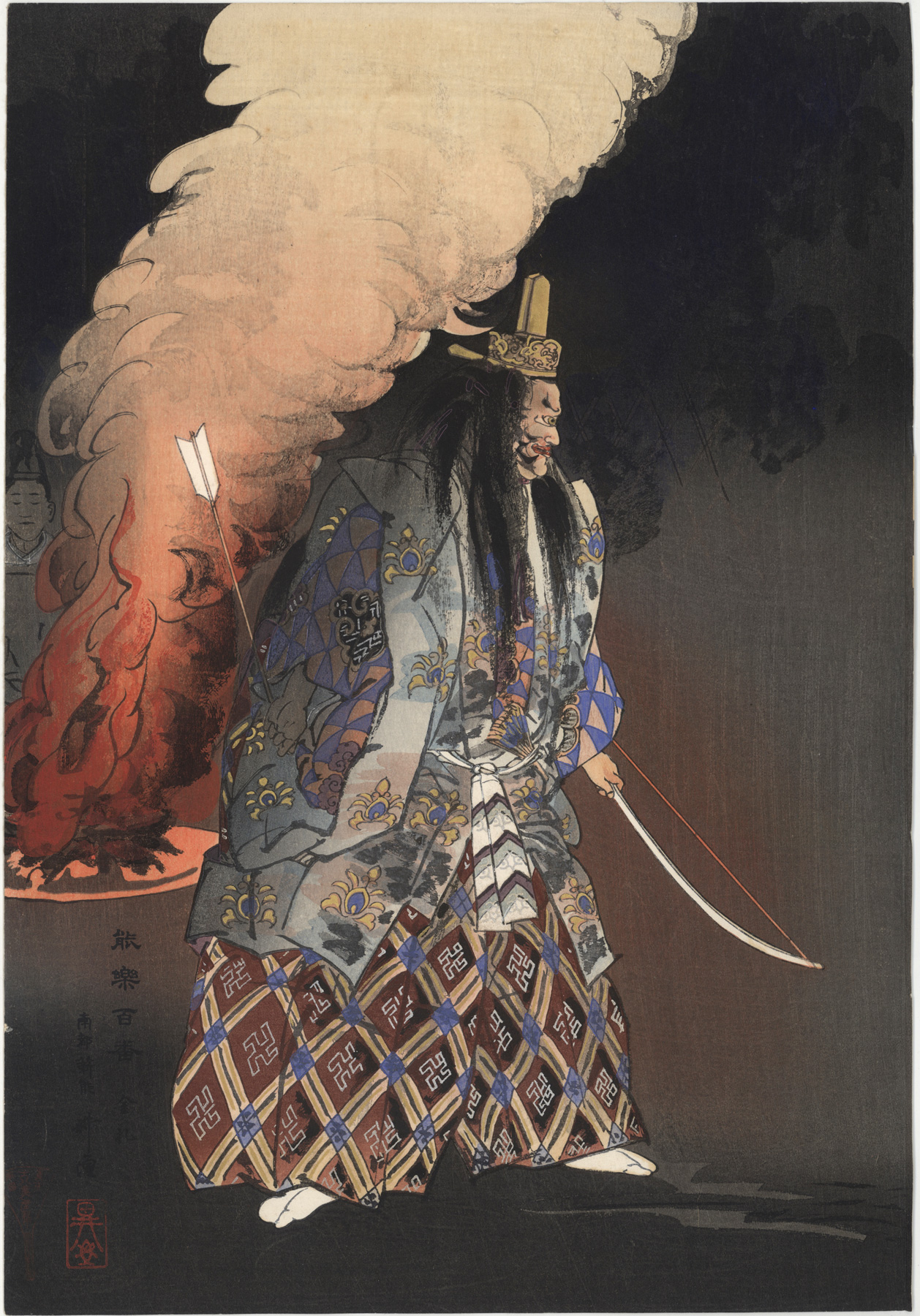
"Kinzabutsu Nanto Takigi Noh" (Le 100 migliori opere teatrali Nō) di Tsukioka Kogyo. L'opera raffigura Futodama che appare come uno shite, scacciando gli dei malvagi con arco e frecce e celebrando la pace nel paese.

Futodama (布刀玉命?) è un kami della mitologia giapponese. Si dice che sia uno degli antenati del clan Imbe, le cui caratteristiche si ritiene riflettano le funzioni del clan come ritualisti di corte.

## Nome
È conosciuto anche come Futodama no Mikoto nel Kojiki e nel Nihon shoki e Ame no Futodama no Mikoto nel Kogo shūi. Si ipotizza che il suo nome significhi "grande dono o offerta".

## Il mito
Le sue origini non sono registrate nel Kojiki e nel Nihon shoki, ma nel Kogo Shūi e in altre fonti è scritto che era figlio di Takamimusubi.
Dopo che Susanoo uccise accidentalmente uno degli assistenti di Amaterasu nella sua sala di tessitura, questa si arrabbiò e si chiuse ad Ama-no-Iwato, facendo sprofondare il mondo nell'oscurità. Dopo quasi un anno di caos, Omoikane e gli altri dei escogitarono un piano per tirarla fuori. Futodama e Ame-no-Koyane furono incaricati di eseguire un futomani (divinazione). Poi offrirono lo specchio Yata no Kagami e lo Yasakani no Magatama e quando Amaterasu lasciò la grotta, Futodama usò uno shimenawa per impedirle di tornarvi dentro di nuovo.
Quando il nipote celeste discese sulla Terra, gli fu ordinato di seguire Ninigi-no-Mikoto e di accompagnarlo come uno dei cinque compagni.
In un libro del "Nihon Shoki" si afferma anche che gli fu ordinato di diventare la divinità protettrice del santuario dedicato ad Amaterasu (Grande Santuario di Ise) insieme ad Ame-no-Koyane.

## Culto

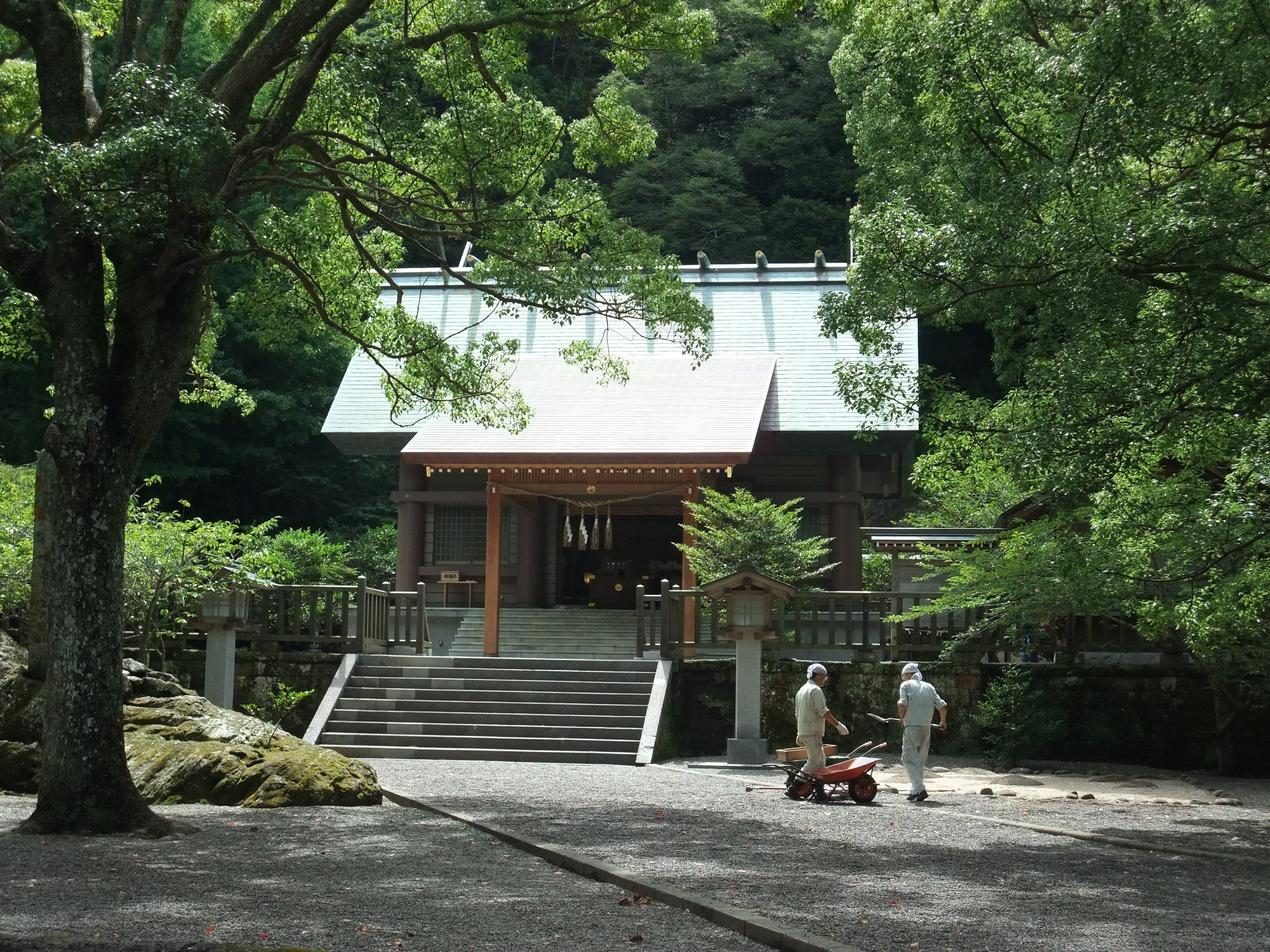
Santuario di Awa

Si ritiene che Futodama sia custodito nel santuario di Awa, dove ogni anno il 10 agosto si tiene un festival dedicato ai kami. È anche custodito nel santuario di Amatsu insieme a Ninigi e Ame-no-Koyane. L'Engishiki elenca diversi santuari dedicati a Futodama nella provincia di Izumi.